# Gaillac-d’Aveyron
Gaillac-d’Aveyron – miejscowość i gmina we Francji, w regionie Oksytania, w departamencie Aveyron. W 2013 roku jej populacja wynosiła 317 mieszkańców. Przez gminę przepływa rzeka Aveyron.

## Zabytki
Zabytki w miejscowości posiadające status monument historique:
- zamek w osadzie Lugans (fr. Château de Lugans)
- dolmen de Lespinasse
- dolmen de Saplous 2
- dolmen de la Vernhiette